# Campo nell'Elba
Campo nell'Elba és un comune (municipi) de la província de Liorna, a la regió italiana de la Toscana, situat a uns 140 quilòmetres al sud-oest de Florència i a uns 90 quilòmetres al sud de Liorna, a l'illa d'Elba. A 1 de gener de 2019 la seva població era de 4.840 habitants.
Campo nell'Elba limita amb els següents municipis: Capoliveri, Marciana i Portoferraio.